# المؤسسة العامة للتكافل الاجتماعي (مصر)
المؤسسة العامة للتكافل الاجتماعى هي مؤسسة اجتماعية حكومية تتبع وزارة التضامن الإجتماعي في مصر و تقوم بتقديم المساعدات الاجتماعية المادية لحالات الأمراض المزمنة والأعاقة والحالات المرضية والملحة، بالإضافة إلى مساعدات زواج ومناسبات ومشروعات صغيرة، وتقديم المساعدات العينية مثل شراء وتوزيع كراتين مواد غذائية وبطاطين مساهمة للأسر الأكثر فقرا في عدد من المحافظات، وتحسين بيئة السكن للأسر الأولى بالرعاية، وكذلك شراء مواد غذائية لمتضرري السيول، مساعدات للعمليات الجراحية في مجال الحالات المرضية الحرجة.

## أهداف المؤسسة
تأتى أهداف المؤسسة العامة للتكافل الاجتماعي للعمل على تحقيق جميع أنواع التكافل بمعناه الواسع من خلال تغطية جميع الفئات التي لا ينطبق عليها قانون الضمان الأجتماعي والتأمين الصحي ، ويتم تقديم المساعدات بكافة أنواعها التي تتمثل في المساعدة المالية لحالات الأمراض المزمنة والأرامل والمطلقات والهجر معدومي ومحدودي الدخل، كذلك الحالات الملحة وغيرها.